# Дюмей Ішкеєв
Дюмей Ішкеєв (башк. Дөмәй Ишкәев; ? — 1706) — один з ватажків башкирського повстання 1704—1711 років.

## Біографічні відомості
Дюмей Ішкеєв походив із башкир Байларської волості Казанської даруги Уфимського повіту. На початку XVIII століття заснував поселення Димитарлау (Дөмәй утари) .
Став відомим як один із ватажків башкирського повстання 1704—1711 років, виникнення якого обумовлено посиленням захоплення башкирських земель, зростанням податків і повинностей, спробами християнізації та свавіллям московських чиновників. Село Ішкеєва також було розорено і пограбовано чиновниками.
Весною 1705 року Дюмей очолив повстання башкир Казанської дороги. Влітку того ж року повстанці під його керівництвом вели бої проти московських військ у районі Закамської засічної межі. У зв'язку з тим, що ситуація ускладнилася, царський уряд направив генерала-фельдмаршала Б. П. Шереметєва на вирішення питання мирним шляхом. Прибувши у грудні 1705 року в Казань, генерал-фельдмаршал наказав випустити взятих у полон Сергєєвим башкир і на прохання повсталих призначив уфимським воєводою А. Анічкова. Однак пізніше ці заходи завдяки діям казанського чиновника М. А. Кудрявцева були практично зведені нанівець.
Навесні-влітку 1706 року Дюмей Ішкеєв брав участь у переговорах з царською владою. У березні у складі башкирської делегації із 8 осіб прибув до Астрахані до Б. П. Шереметєва, який у свою чергу направив їх для переговорів до Москви. У Москві Дюмей Ішкеєв разом із рештою представників башкир був заарештований і 3 серпня 1706 року на прохання М. А. Кудрявцева доставлений до Казані. Після численних тортур Дюмей Ішкеєв був повішений.